# Phengaris arion
Phengaris arion (danh pháp đồng nghĩa Maculinea arion và Glaucopsyche arion) là một cư dân bướm màu xanh ở châu Âu và một số khu vực châu Á. Con bướm đã bị tuyệt chủng ở Vương quốc Anh vào năm 1979, nhưng kể từ khi được du nhập lại bởi các nhà bảo tồn. Nỗ lực bảo tồn, cho đến gần đây, bị cản trở bởi những kiến thức rất hạn chế của chu kỳ cuộc sống phức tạp của con bướm. Không phổ biến trên toàn phạm vi của nó, bướm xanh lớn chủ yếu phân bố trong khu vực cây thạch nam, cồn cát và sườn đồi.

## Mô tả
Sâu bướm của loài bướm này dài khoảng nửa inch (13 mm) trải qua 9 tháng trước khi chúng tạo thành một nhộng để trở thành một con bướm. Bướm xanh lớn có sải cánh dài lên đến 2 inch (50,8 mm), và chỉ sống trong một vài tuần. Cánh lốm đốm chấm đen. So với con sâu bướm thì con bướm trưởng thành có tuổi thọ ngắn.
Sâu bướm lớn màu xanh ăn cỏ xạ hương tự nhiên, hoa kinh giới trong vài ngày đầu tiên của phát triển. Sau khi ăn no, sâu bướm tiết ra chất lỏng ngọt để thu hút con kiến đỏ của loài Myrmica sabuleti. Sâu bướm sau đó ngủ đông bên trong đường hầm của kiến.

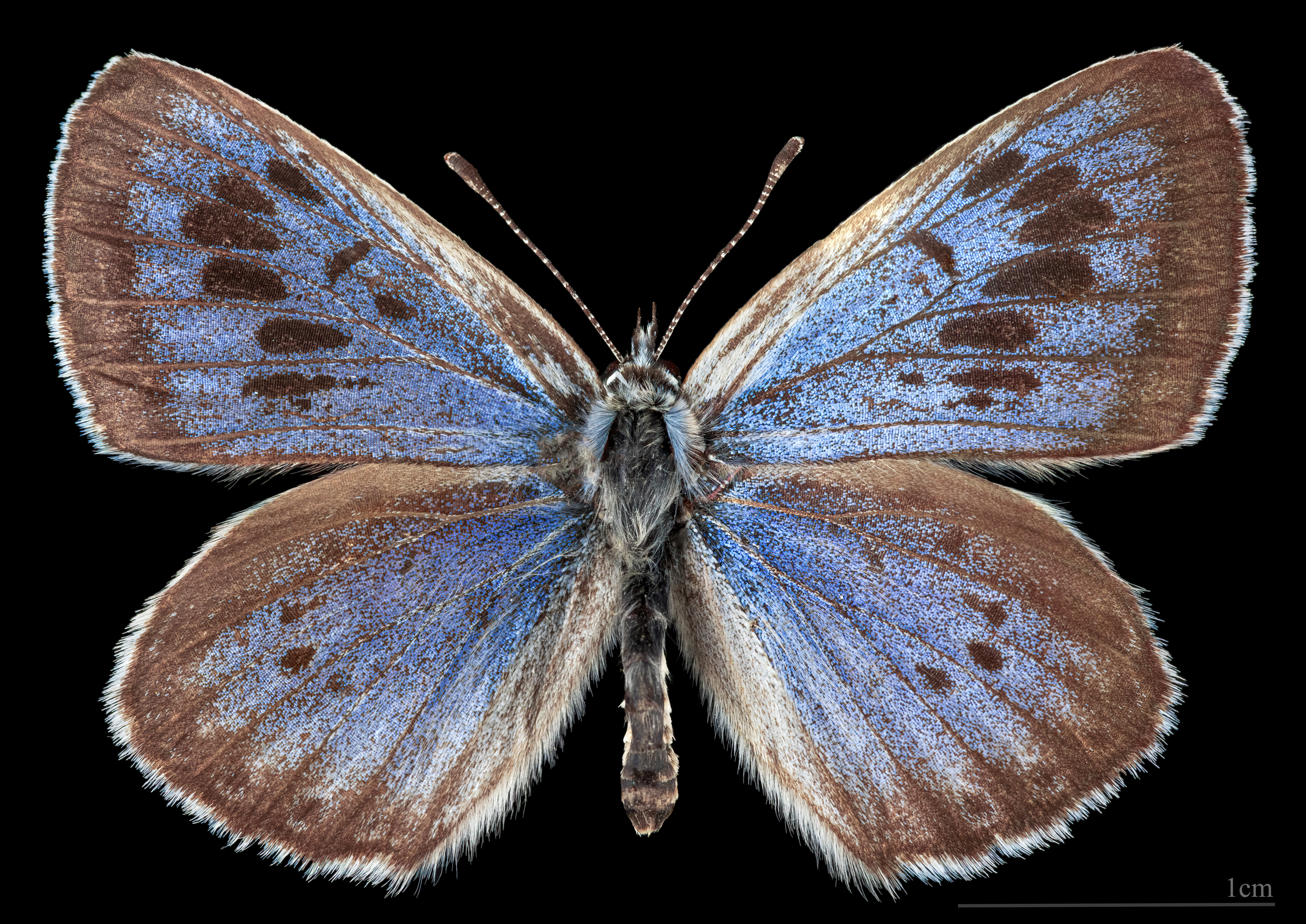
Phengaris arion ♂
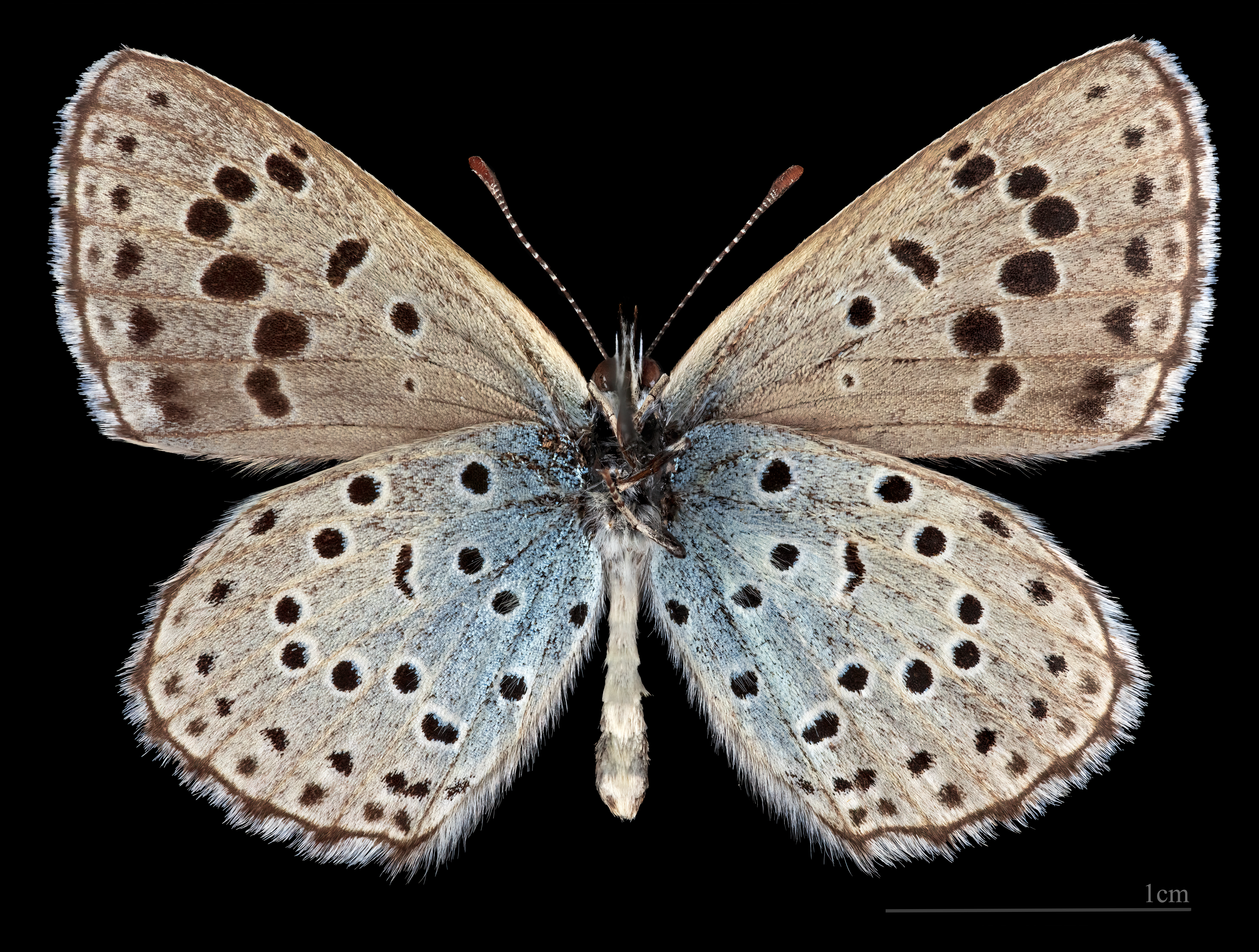
Phengaris arion ♂  △

## Hình ảnh

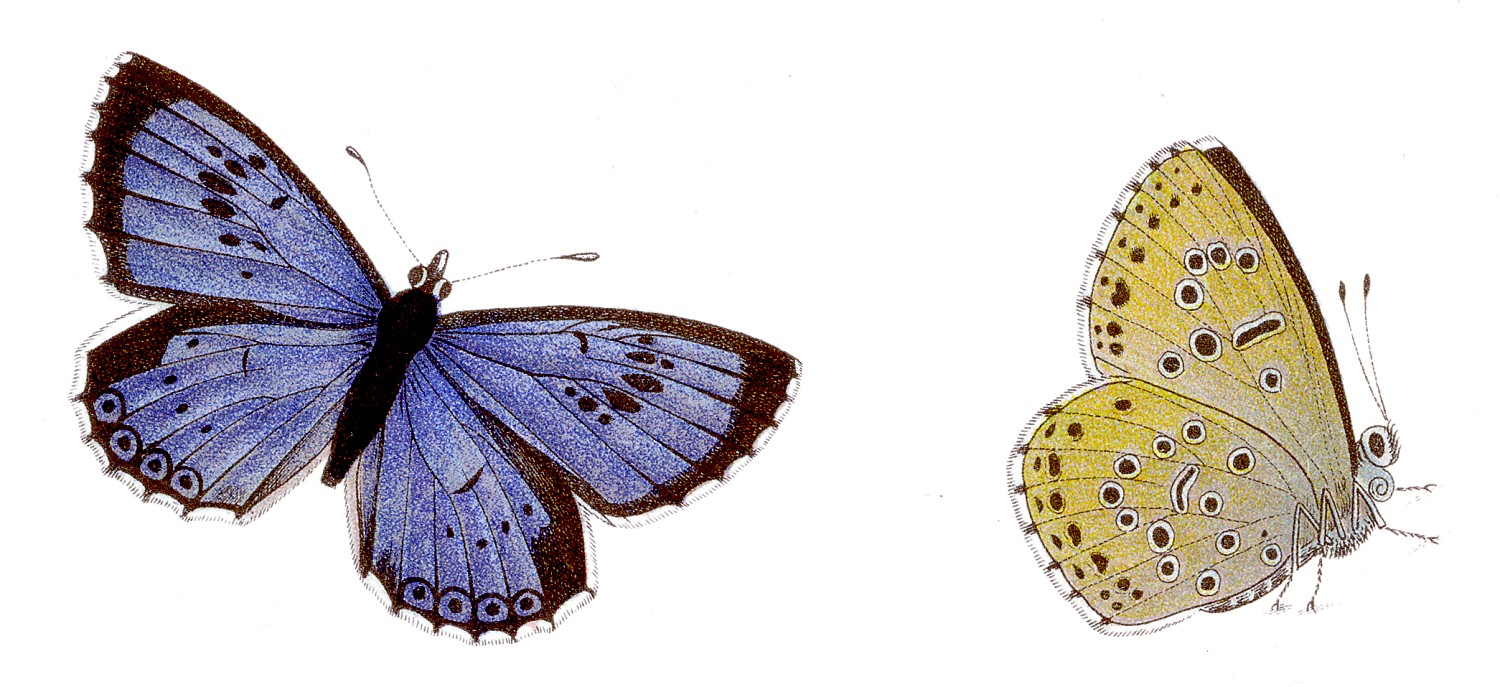
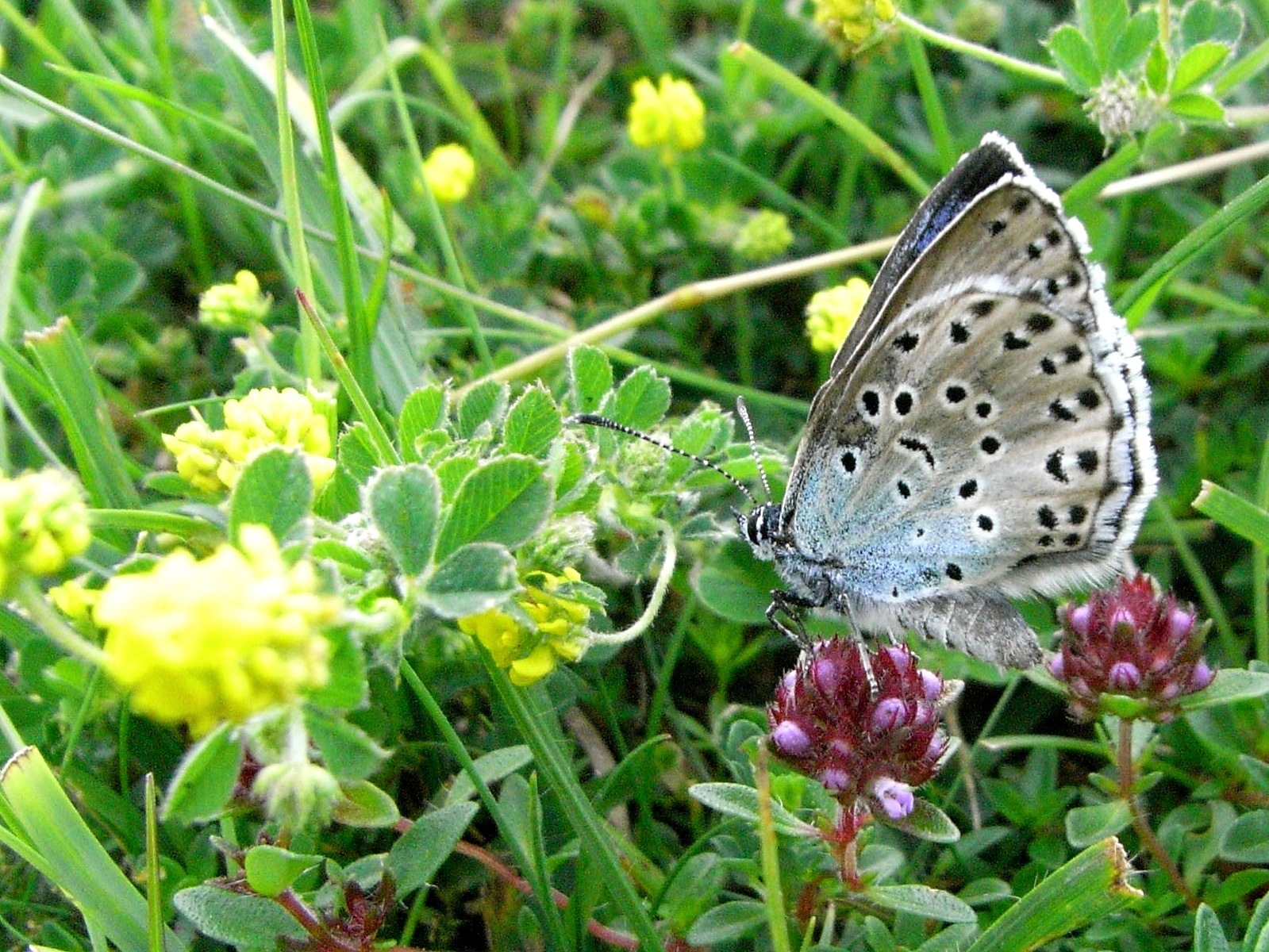
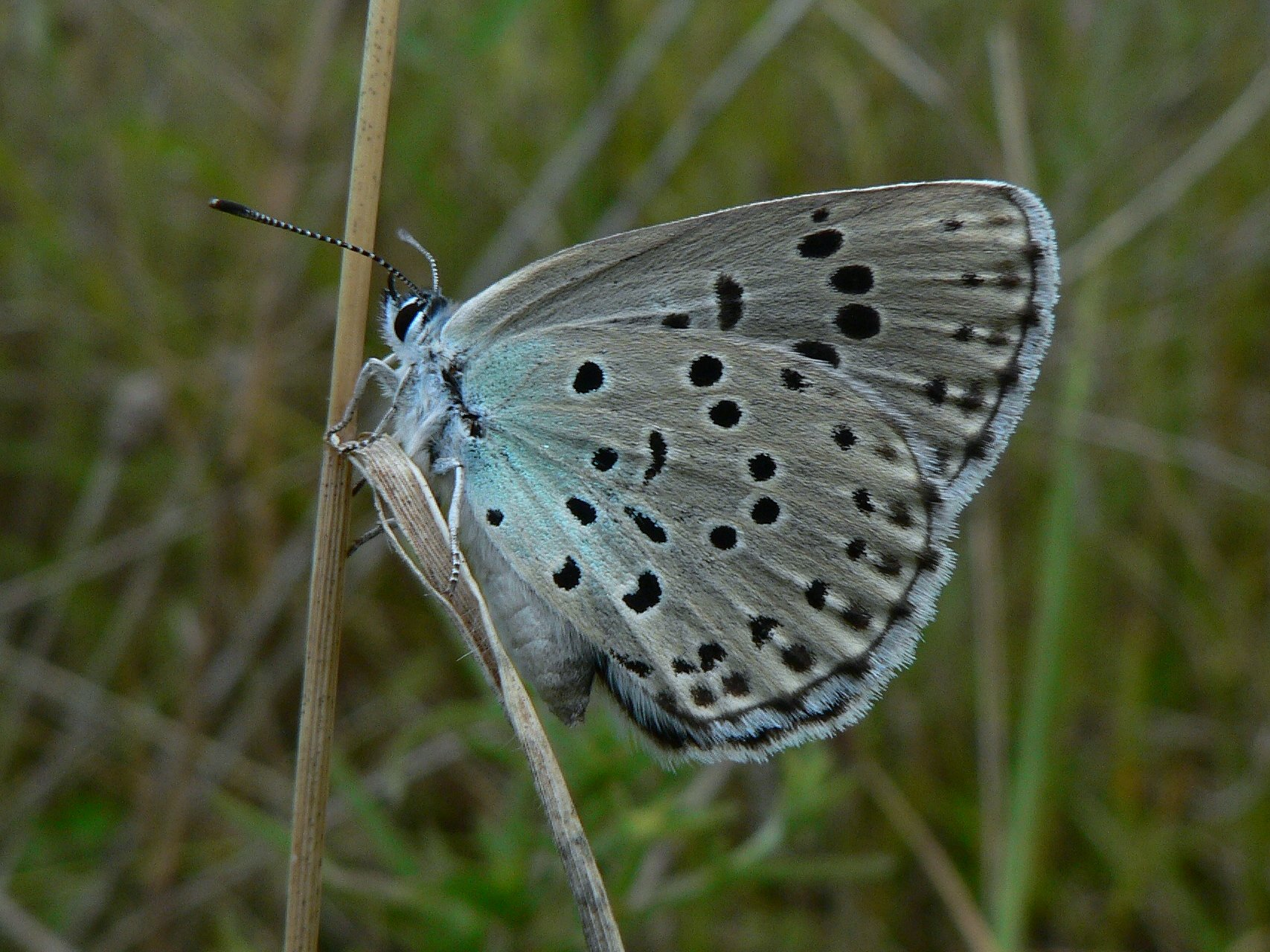
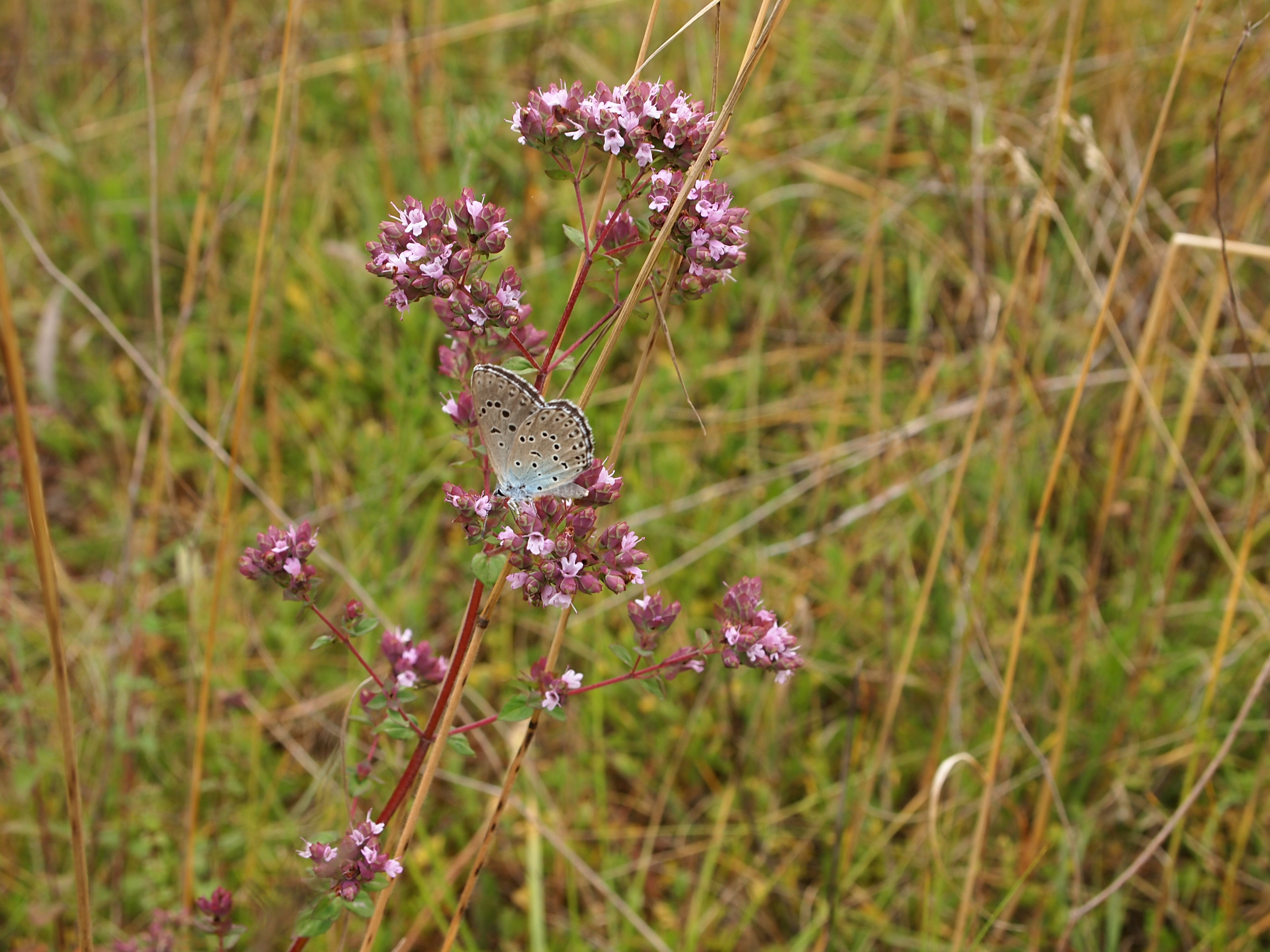